# 莖副雙邊魚
莖擬雙邊魚（学名：Pseudambassis baculis），又名莖副雙邊魚，為輻鰭魚綱鱸形目鱸亞目雙邊魚科的其中一個種，分布於亞洲印度河及恆河流域，體長可達5公分，屬肉食性，棲息在靜止或流動緩慢的溪流或湖泊。